# علاقة الجرعة بالاستجابة

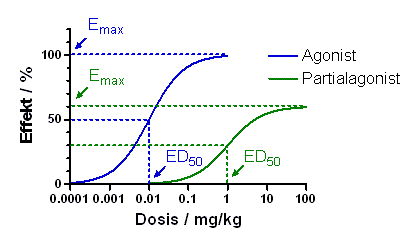

علاقة الجرعة بالاستجابة، أو علاقة التعرض بالاستجابة، تصف مقدار استجابة كائن حي، باعتبارها دالة للتعرض (أو الجرعات) لمنبه أو عامل ضغط (مادة كيميائية عادة) بعد فترة تعرض معينة. يمكن وصف العلاقات بين الجرعة والاستجابة من خلال منحنيات الجرعة–الاستجابة. سيتوضح هذا بشكل أكبر في الأقسام التالية. تُعرَّف دالة الاستجابة للتنبيه أو منحنى الاستجابة للتنبيه بشكل أوسع بأنها الاستجابة لأي نوع من أنواع المنبهات، وليست مقتصرةً على المواد الكيميائية.

## الدافع لدراسة علاقات الجرعة بالاستجابة
إن دراسة الاستجابة للجرعة، وتطوير نماذج الجرعة–الاستجابة، أمر أساسي لتحديد مستويات «الأمان»، و«الخطورة»، والفائدة (عند الاقتضاء)، والجرعات للأدوية، والملوثات، والأطعمة، والمواد الأخرى التي يتعرض لها البشر أو الكائنات الحية الأخرى. تكون هذه النتائج غالبًا أساسًا للسياسة العامة. طورت وكالة حماية البيئة الأمريكية إرشادات وتقارير واسعة النطاق حول نمذجة الجرعة–الاستجابة وتقييمها، بالإضافة إلى البرامج. لدى إدارة الغذاء والدواء الأمريكية أيضًا إرشادات لتوضيح علاقات الاستجابة بالجرعة في أثناء تطوير الدواء. يمكن استخدام علاقات الاستجابة للجرعة لدى الأفراد أو المجموعات. يعكس القول المأثور الجرعة تصنع السم كيف أن كمية صغيرة من السم لا تملك تأثير هامًا، بينما قد تكون كمية كبيرة منه قاتلة. يعكس هذا إمكانية استخدام علاقات الجرعة بالاستجابة عند الأفراد. بالنسبة للمجموعات السكانية، قد تصف علاقات الجرعة بالاستجابة الطريقة التي تتأثر بها مجموعات الأشخاص أو الكائنات الحية عند مستويات التعرض المختلفة. استُخدمت علاقات الاستجابة بالجرعة التي صيغت على شكل منحنيات الاستجابة للجرعة على نطاق واسع في علم الأدوية وتطوير الأدوية. على وجه التحديد، يعكس شكل منحنى الجرعة–الاستجابة للدواء (المحدد كميًا بمؤشرات إي سي 50، وَإن إتش، وواي ماكس) النشاط الحيوي للدواء وقوته.

## تحليل منحنيات الجرعة–الاستجابة وإنشاؤها

### إنشاء منحنيات الجرعة–الاستجابة
إن منحنى الجرعة–الاستجابة هو خط بياني إحداثي يربط مقدار التنبيه باستجابة المستقبل. يمكن دراسة عدد من التأثيرات (أو نقاط النهاية). يُحدد موقع الجرعة المقاسة على المحور س ويُحدد موقع الاستجابة على المحور ع بشكل عام. في بعض الحالات، يُحدد لوغاريتم الجرعة على المحور س، وفي مثل هذه الحالات يكون المنحنى سينيًا عادةً، ويكون الجزء الأكثر انحدارًا في المنتصف. يُفضل استعمال النماذج بيولوجية الأساس التي تستخدم الجرعة على استعمال النماذج التي تستخدم لوغاريتم الجرعة لأن الأخير قد يتضمن جرعة عتبية بشكل بصري غير موجودة في الواقع.
يمكن إجراء التحليل الإحصائي لمنحنيات الجرعة–الاستجابة بطرق الانحدار مثل نموذج بروبيت أو النموذج اللوجستي، أو بطرق أخرى مثل طريقة سبيرمان–كاربر. تُفضل النماذج التجريبية المستندة إلى الانحدار غير الخطي عادةً على استخدام بعض تحويلات البيانات التي تجعل علاقات الجرعة بالاستجابة خطية.
التصميم التجريبي النموذجي لقياس علاقات الجرعة بالاستجابة هو تحضير حوض الأعضاء، ومقايسة الارتباط بربيطة، والمقايسة الوظيفية، والتجارب الدوائية السريرية.